# Loryn Nounay
Loryn Nounay (* 4. September 1999 in Challans, Département Vendée) ist eine französische Schauspielerin und Sängerin, bekannt für ihre Arbeiten im Theater, Fernsehen und Film.

## Leben und Karriere
Loryn Nounay stammt aus Challans, wo sie die Schule Notre‑Dame und das Collège Saint‑Joseph besuchte und Theaterunterricht bei Gaëlle Monnier nahm. Neben ihrem Biologiestudium veröffentlichte sie auf Instagram Musik‑Covers, was ihr erste Aufmerksamkeit und ein Angebot für ein Theaterprojekt einbrachte. Mit 20 Jahren wurde sie für das Musical Les Souliers Rouges von Marc Lavoine und Fabrice Aboulker ans Théâtre de la Renaissance und dann an die Folies Bergère in Paris verpflichtet – die Aufführungen wurden jedoch nach einem Monat pandemiebedingt abgebrochen.
Im Anschluss erhielt sie Engagements in der Webserie Carrément Craignos (2021) sowie in der Serie Skam France. Am Theater verkörperte sie 2022 die Rolle der Rose in einer Inszenierung von Titanic am Théâtre de la Renaissance.
Im Fernsehen trat sie in der Serie Je te promets als Kandidatin in einer „The Voice“-Sendung (Saison 3, 2023) und in weiteren Serien wie En terrasse und Ici tout commence auf.
Im Kino spielte sie 2022 in L’Enfant du paradis von Salim Kechiouche und 2023 in dem Actionfilm Farang – Schatten der Unterwelt von Xavier Gens die Rolle der Mia.

## Filmografie

### Film – Kino
- 2022: L’Enfant du paradis – Regie: Salim Kechiouche[3]
- 2023: Farang – Schatten der Unterwelt (Orig. Farang) – Regie: Xavier Gens, Rolle: Mia[3][4]

### Fernsehen und Webserien
- 2021: Carrément Craignos – Webserie – Rolle: Isabelle[5]
- 2022: Skam France – Rolle: Éléonore[2]
- 2023: Je te promets (Saison 3) – Kandidatin in „The Voice“[2]
- 2023: En terrasse – Rolle: Eva[4]
- 2024: Ici tout commence – Rolle: Emi Tanaka[4]
- 2023–2024: Cat’s Eyes – Rolle: Lili[4]

### Theater / Musical
- 2020: Les Souliers Rouges – Musical von Marc Lavoine & Fabrice Aboulker, Rolle: Isabelle (Folies Bergère)[5]
- 2022: Titanic – Theaterinszenierung am Théâtre de la Renaissance, Rolle: Rose[5]